# Mikkel Kallesøe
Mikkel Kallesøe Andreasen (Lemvig, 20 aprile 1997) è un calciatore danese, difensore del Randers.

## Caratteristiche tecniche
È un difensore centrale.

## Carriera

### Club
Cresciuto nel settore giovanile del Randers, fa il suo esordio il 26 ottobre  2014 in occasione dell'incontro di Superligaen vinto 3-0 contro l'Odense; al termine della stagione viene definitivamente promosso in prima squadra. Nell'ottobre del 2016 è vittima di un grave infortunio che gli causa una commozione cerebrale e ne mette a rischio il prosieguo della carriera; A partire dal rientro in campo, sei mesi più tardi, gioca con un casco o una fascia protettiva.
Il 31 agosto 2017 viene ceduto in prestito al Viborg, in 1. Division; impiegato in undici incontri, a gennaio il trasferimento viene interrotto ed il giocatore fa ritorno al club biancoblu.

### Nazionale
Ha giocato nelle nazionali giovanili danesi Under-16, Under-17, Under-18, Under-19 ed Under-20.

## Statistiche

### Presenze e reti nei club
Statistiche aggiornate al 6 marzo 2023.
| Stagione        | Squadra         | Campionato      | Campionato | Campionato | Coppe nazionali | Coppe nazionali | Coppe nazionali | Coppe continentali | Coppe continentali | Coppe continentali | Altre coppe | Altre coppe | Altre coppe | Totale | Totale | Totale |
| Stagione        | Squadra         | Comp            | Pres       | Reti       | Comp            | Pres            | Reti            | Comp               | Pres               | Reti               | Comp        | Pres        | Reti        | Pres   | Reti   |        |
| --------------- | --------------- | --------------- | ---------- | ---------- | --------------- | --------------- | --------------- | ------------------ | ------------------ | ------------------ | ----------- | ----------- | ----------- | ------ | ------ | ------ |
| 2014-2015       | Randers         | SL              | 8          | 0          | CD              | 1               | 0               |                    | -                  | -                  |             | -           | -           | 9      | 0      |        |
| 2015-2016       | Randers         | SL              | 12         | 1          | CD              | 2               | 0               | UEL                | 1                  | 0                  |             | -           | -           | 15     | 1      |        |
| 2016-2017       | Randers         | SL              | 13+5       | 3+0        | CD              | 1               | 0               |                    | -                  | -                  |             | -           | -           | 19     | 3      |        |
| lug.-ago. 2017  | Randers         | SL              | 6          | 0          | CD              | 0               | 0               |                    | -                  | -                  |             | -           | -           | 6      | 0      |        |
| 2017-gen. 2018  | Viborg          | 1D              | 11         | 0          | CD              | 0               | 0               |                    | -                  | -                  |             | -           | -           | 11     | 0      |        |
| gen.-giu. 2018  | Randers         | SL              | 3+9        | 0+1        | CD              | 1               | 0               |                    | -                  | -                  |             | -           | -           | 16     | 1      |        |
| 2018-2019       | Randers         | SL              | 20+3       | 2+1        | CD              | 1               | 0               |                    | -                  | -                  |             | -           | -           | 24     | 3      |        |
| 2019-2020       | Randers         | SL              | 23+7       | 2+0        | CD              | 0               | 0               |                    | -                  | -                  |             | -           | -           | 30     | 2      |        |
| 2020-2021       | Randers         | SL              | 13+9       | 0          | CD              | 5               | 0               |                    | -                  | -                  |             | -           | -           | 27     | 0      |        |
| 2021-2022       | Randers         | SL              | 15+2       | 1+0        | CD              | 2               | 0               | UECL               | 7                  | 0                  |             | -           | -           | 26     | 1      |        |
| 2022-2023       | Randers         | SL              | 8          | 0          | CD              | 1               | 0               |                    | -                  | -                  |             | -           | -           | 9      | 0      |        |
| Totale Randers  | Totale Randers  | Totale Randers  | 156        | 11         |                 | 15              | 0               |                    | 8                  | 0                  |             | -           | -           | 179    | 11     |        |
| Totale carriera | Totale carriera | Totale carriera | 167        | 11         |                 | 15              | 0               |                    | 8                  | 0                  |             | -           | -           | 190    | 11     |        |

## Palmarès

### Club

#### Competizioni nazionali
- Coppa di Danimarca: 1

Randers: 2020-2021